# Гречихін Микита Артемович
Микита Артемович Гречихін (1903–1943) — старшина Робітничо-селянської Червоної Армії, учасник німецько-радянської війни, Герой Радянського Союзу (1944).

## Біографія
Микита Гречихін народився у 1903 році в селищі Ігрень (нині в межах міста Дніпра) у селянській родині. Отримав початкову освіту, потім працював будівельником.
У лютому 1942 році був призваний на службу в Робітничо-селянську Червону Армію і направлений на фронт німецько-радянської війни. Брав участь у боях на Брянському, Західному, Орловському, Центральному і Білоруському фронтах. Учасник Орловської, Чернігівсько-Прип'ятської, Гомельсько-Речицької операцій. До вересня 1943 року старшина був помічником командира взводу 1185-го стрілецького полку 356-ї стрілецької дивізії 61-ї армії Центрального фронту. Відзначився під час битви за Дніпро.
У боях на підступах до Дніпра в районі села Любеч Ріпкинського району Чернігівської області Української РСР, перебуваючи в розвідці у складі розвідгрупи, виявив німецький підрозділ чисельністю близько 50 осіб. Скориставшись перевагою раптовості він атакував противника, знищивши 9 ворожих солдатів і ще 1 взяв у полон.
Під час форсування Дніпра розшукав 5 човнів і на чолі групи бійців одним з перших переправився через річку і кулеметним вогнем прикрив переправу батальйону. 4 жовтня 1943 року у бою на річці Брагинка в районі села Пірко Брагінського району Гомельської області Білоруської РСР разом з групою солдатів зайшов в тил противника і знищив 37 солдатів і офіцерів ворога, що сприяло тим самим успішному просуванню батальйону.
29 листопада 1943 року полк натрапив на сильно укріплені німецькі позиції в районі сіл Туневщіна і Глинище Хойницького району. Взвод, в якому служив Гречихін, кілька разів підіймався в атаку і, досягнувши траншей противника, змусив того відступити. У тому бою він загинув.
Поховали у селі Туневщіна, пізніше був перепохований в братській могилі в місті Хойникі.
Указом Президії Верховної Ради СРСР від 15 січня 1944 року за «мужність, відвагу і героїзм, проявлені в боротьбі з німецькими загарбниками» старшина Микита Гречихін посмертно був відзначений високим званням Героя Радянського Союзу. Також посмертно був нагороджений орденом Леніна.
На честь Гречихіна названо школу у місті Дніпро.
У 1977 році село Богуславиця у Білорусі перейменована на Гречихін.